# MY Bob Barker

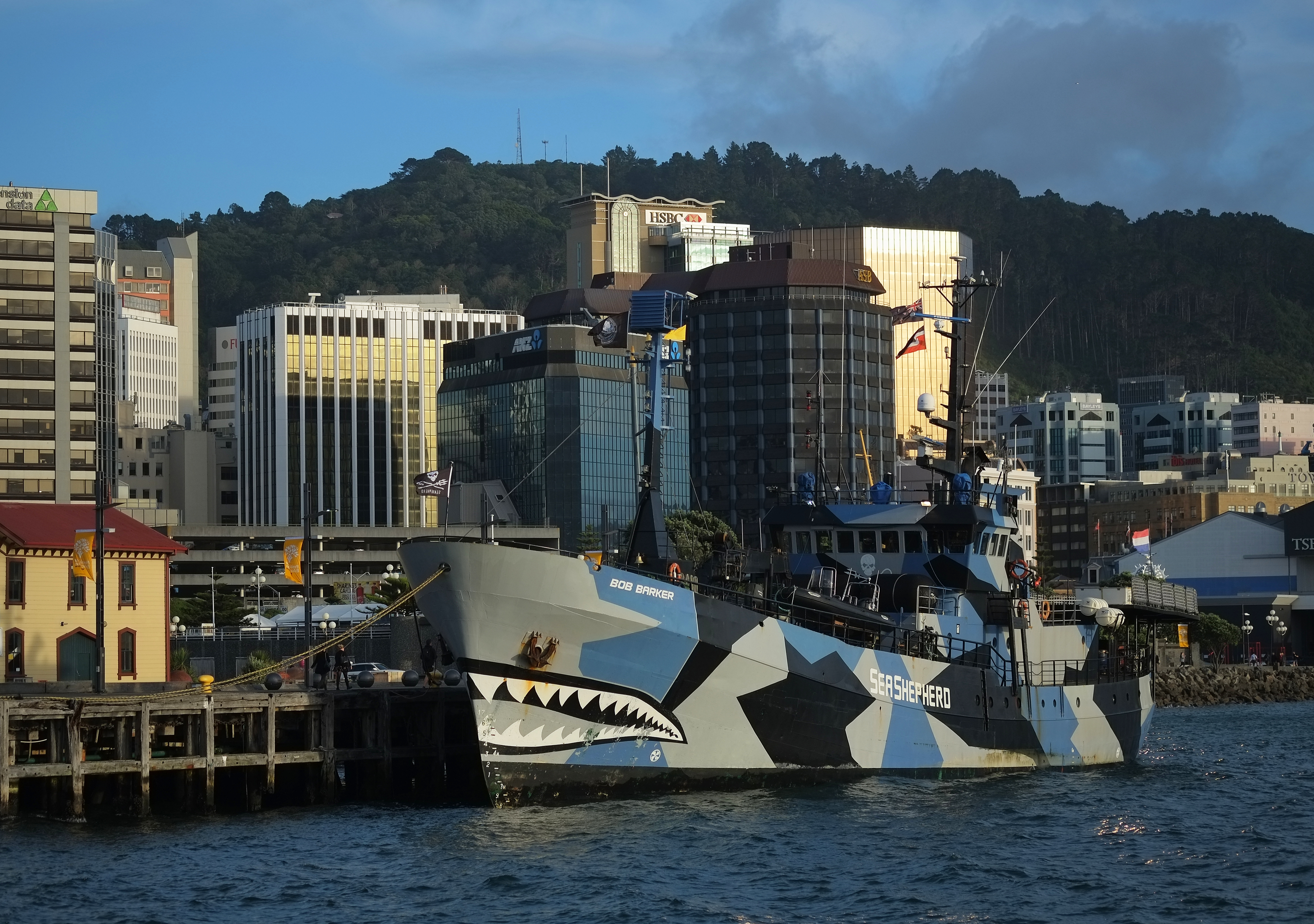
El Bob Barker con pintage de camuflaje.

MY Bob Barker fue un barco operado por la Sea Shepherd Conservation Society, llamado así por el presentador del programa de televisión estadounidense y activista de los derechos de los animales Bob Barker, cuya donación de 5 millones de dólares a la organización facilitó la compra del barco. Este comenzó a operar para la ONG a finales de 2009 en su campaña contra la caza de ballenas por la flota japonesa en el Océano Antártico.

## Especificaciones
- Desplazamiento: 801 toneladas

- Longitud: 52.2 m

- Manga: 9 m

- Calado: 5.95 m

- Propulsión: 1 x 3000 hp diésel

- Velocidad: 18 kn (33.3 km / h)